# Quintino Cunha
José Quintino da Cunha (Itapajé, 24 de julho de 1875 - Fortaleza, 1 de junho de 1943) foi um advogado, escritor e poeta cearense.

## Biografia
Bacharelou-se pela Faculdade de Direito do Ceará em 1909, onde começou a exercer a profissão de advogado criminalista. Foi deputado estadual entre 1913 e 1914.
Ficou bastante conhecido por seu estilo irreverente e carismático, também lembrado pelas anedotas que contava.
Teve seus casos contados pelo seu colega e conterrâneo Roberto Victor Pereira Ribeiro, na revista Cultivar Justiça  de Porto Alegre-RS, no ínsigne jornal Diário do Nordeste e no Portal Direito-CE.